# Dragoș Balauru
Dragoş Balauru (sinh ngày 11 tháng 11 năm 1989) là một cầu thủ bóng đá người România thi đấu cho Voluntari ở vị trí thủ môn.
Anh trai của anh, Dan Balauru cũng là một cầu thủ bóng đá.

## Danh hiệu
FC Voluntari
- Liga II: 2014–15
- Cúp bóng đá România: 2016–17
- Siêu cúp bóng đá România: 2017